# هرمز ۲ (موشک)
هرمز ۲ (موشک)، موشک ایرانیِ بالستیک-دریایی است که دارای بردی حدود ۳۰۰ کیلومتر می‌باشد، و دارای قابلیت هدف قرار دادن اهداف متحرک در سطح دریا است. بنا به گفته امیرعلی حاجی‌زاده، فرمانده نیروی هوافضای سپاه پاسداران انقلاب اسلامی ایران: «"موشک هرمز ۲" را در هفته جاری شلیک کردیم و این موشک با موفقیت هدف را در فاصله ۲۵۰ کیلومتری منهدم نمود.»
موشک هرمز-۲ یک موشک بالستیک ضد ناو محسوب می‌گردد و دارای سرعتی بالا درمورد اصابت قرار گرفتن است. اینگونه نیز بیان شده که این موشک شباهت به دو نمونه "خلیج فارس" و "فاتح ۱۱۰" دارد؛ که به این ترتیب، به اینصورت تخمین زده می‌شود که: سرعت آن چیزی حدود ۴ الی ۵ ماخ باشد، و دارای توانایی در حمل سرجنگی‌ای با وزنی برابر ۴۵۰–۶۰۰ کیلوگرم باشد و در اکثر موارد به هدف قرار دادن اهداف متحرک در دریا بپردازد. این مورد نیز اشاره شده‌است که موشک هرمز-۲ قابلیت اصابت قرار دادن ناو هواپیمابری در خلیج فارس را دارد.
این موشک از جهت شکل ظاهر و شاکله، شباهت زیادی به موشک بالستیک و ضدکشتی خلیج فارس دارد. هرمز-۲ بنابر گفتهٔ حسین سلامی فرمانده کل سپاه پاسداران (و جانشین فرمانده کلِ وقت): جزو بااهمیت‌ترین و منحصر به فردترین موشکهای ساخت ایران می‌باشد که طراحی و ساخت آن به وسیله حسن طهرانی مقدم انجام گردیده‌است.